# The Video Collection 93:99
The Video Collection 93:99 je druga kompilacija najboljih glazbenih videa američke pjevačice Madonne. Izdana je 9. studenog 1999. pod Warner Music Vision, a uključivala je spotove snimljene u razdoblju između 1993. i 1999. godine

## Naziv i formati
Prvi naziv za kompilaciju je trebao biti The Video Collection 92:99, ali kako je isključen video za pjesmu "Erotica" promijenjen je i naziv. Na mjesto "Erotica" je došao video za pjesmu "The Power of Good-Bye".
Kompilacija je izdana kao VHS, VCD (smo u Aziji) i DVD.

## Popis pjesama
1. "Bad Girl"
2. "Fever"
3. "Rain"
4. "Secret"
5. "Take a Bow"
6. "Bedtime Story"
7. "Human Nature"
8. "Love Don't Live Here Anymore"
9. "Frozen"
10. "Ray of Light"
11. "Drowned World/Substitute For Love"
12. "The Power of Good-Bye"
13. "Nothing Really Matters"
14. "Beautiful Stranger"